# Söraby landskommun
Söraby landskommun var en tidigare kommun i Kronobergs län.

## Administrativ historik
Landskommunen inrättades i Söraby socken i Norrvidinge härad i Småland när 1862 års kommunalförordningar trädde i kraft 1863. Den upphörde vid kommunreformen 1952, då den gick upp i Rottne landskommun. Sedan 1971 tillhör området Växjö kommun.

## Politik

### Mandatfördelning i Söraby landskommun 1938-1946
| 8 | 5 | 3 |

| 16 |

| 8 | 6 | 2 |

| 15 |

| 1 | 8 | 5 | 2 |

| 16 |